# Seryda
Seryda là một chi bướm đêm thuộc họ Zygaenidae.

## Các loài
- Seryda anacreon (Druce, 1884)
- Seryda basirei (Druce, 1896)
- Seryda cincta Walker, 1856
- Seryda constans (H. Edwards, 1881)
- Seryda thyana (Druce, 1884)